# Francisco Bonet y Bonfill
Francisco Bonet y Bonfill (Castellserá, Lérida, 1815 - 15 de mayo de 1889) fue un físico y químico español, hermano de Magín Bonet y Bonfill y tío de Baldomero Bonet y Bonet.

## Biografía
Después de terminar los estudios básicos en su pueblo natal, se fue a continuarlos a Lérida y luego a Barcelona, en cuyo Colegio de Farmacia los terminó, en 1836.
Al crearse en España los institutos de segunda enseñanza adquirió por oposición la cátedra de física y química del instituto de Lérida en 1846, pasando en 1862 el mismo puesto en el de Barcelona, de donde fue nombrado director en 1876, cargo que ocupó hasta su muerte en 1889.
En su larga carrera científica practicó numerosos análisis de minerales, publicó una memoria refutando los argumentos de Pouillet sobre el peso de la atmósfera, construyó una balanza de alta sensibilidad fundada en el equilibrio de los cuerpos flotantes, y escribió Elementos de Física y nociones de Química inorgánica, de la cual hubo dos ediciones.
Perteneció a varias sociedades científicas, entre las cuales estuvieron la Academia de Ciencias y Artes de Barcelona, la Sociedad de Farmacia de París y la Sociedad de Farmacia de Amberes.

## Obra
- Compendio de elementos de Física y de nociones de Química. Barcelona 1873.